# Kimon Loghi
Kimon Loghi né en 1873 à Serrès et mort en 1952 à Bucarest, est un peintre roumain d'origine aroumaine.